# Gottle O'Geer
| Recensione | Giudizio |
| ---------- | -------- |
| AllMusic   |          |

Gottle O' Geer è un album dei Fairport Convention pubblicato nel 1976.

## Tracce
1. When First Into This Country – 2:31
2. Our Band – 2:05
3. Lay Me Down Easy – 5:19
4. Cropredy Capers – 3:09
5. The Frog Up The Pump  (Jig Medley) – 3:17
6. Don't Be Late – 3:24
7. Sandy's Song – 3:38
8. Friendship Song – 3:02
9. Limey's Lament – 4:35